# George Hunt
George Elwood "Shorty" Hunt Jr. (ur. 1 sierpnia 1916 w Puyallup, zm. 3 września 1999 w Issaquah) – amerykański wioślarz, złoty medalista olimpijski.
Wystąpił na igrzyskach olimpijskich w Berlinie w 1936, gdzie reprezentanci USA w składzie: Herbert Morris, Charles Day, Gordon Adam, John White, James McMillin, George Hunt, Joe Rantz, Donald Hume i Robert Moch (sternik) zdobyli złoty medal w ósemkach. W finale o 0,6 sekundy wyprzedzili osadę Królestwa Włoch, a o 1 sekundę wyprzedzili osadę III Rzeszy. Był to jego jedyny start olimpijski.
Kształcił się na University of Washington, uzyskując dyplom inżyniera. Po wybuchu II wojny światowej wstąpił do United States Navy, służąc w Batalionie Roboczym US Navy w trakcie wojny na Pacyfiku.